# تومي هيرون
تومي هيرون (بالإنجليزية: Tommy Heron)‏ (31 مارس 1936 في المملكة المتحدة - ) هو لاعب كرة قدم بريطاني في مركز الظهير. لعب مع بورتاداون ومانشستر يونايتد ونادي كيلمارنوك ونادي يورك سيتي ونادي ألترينتشام وDroylsden F.C. ‏ ونادي كوينز بارك.

## وصلات خارجية
- تومي هيرون على موقع قاعدة بيانات كرة القدم.إي يو (الإنجليزية)
- تومي هيرون على موقع عالم كرة القدم.نت (الإنجليزية)